# Ромашова, Нина Елизаровна
Нина Елизаровна Ромашова (22.08.1933 — ?) — оператор нефтепромыслового управления Ухтинского комбината Министерства нефтяной промышленности, депутат Верховного Совета СССР VII созыва (1966—1970).
Родилась 22 августа 1933 года в дер. Тарасово Андомского района Вологодской области.
Окончила Ухтинский горно-нефтяной техникум по специальности «горный техник по эксплуатации нефтяных и газовых скважин» (1953). Была направлена в Войвожское нефтепромысловое управление Ухтинского комбината Министерства нефтяной промышленности. Работала замерщицей дебитов скважин, геологом, мастером участка, оператором по исследованию скважин, оператором по добыче нефти и газа диспетчерского пульта.
При её непосредственном участии проводился первый гидроразрыв пласта, освоена первая термокислотная обработка забоя. По её инициативе было проведено комплексное исследование скважин, которое дало возможность перевести их с круглосуточного режима работы на периодический. Это позволило снизить расход  электроэнергии и уменьшить износ оборудования. 
Ударник коммунистического труда (1965).
Депутат Совета Союза Верховного Совета СССР VII созыва (1966—1970) от Ухтинского избирательного округа № 391.
С 1988 года — на пенсии. Проживала в г. Сосногорск Республики Коми.